# Grindel
Grindel (toponimo tedesco) è un comune svizzero di 486 abitanti del Canton Soletta, nel distretto di Thierstein.